# Speedy Gonzales (lied)
Speedy Gonzales is een lied geschreven door David Hess, Buddy Kaye en Ethel Lee. Het lied gaat over de cartoonmuis Speedy Gonzales.
De eerste die ermee kwam was David Dante, de alias van David Hess. Degene die er het meest mee verkocht was Pat Boone. Het liedje kent vele varianten:
- Duits: Kleine Gonzales, onder andere in een uitvoering van Rex Gildo
- Frans: Le Petit Gonzales, onder andere in een uitvoering van Dalida
- Italiaans: originele titel, onder andere in een uitvoering van Johnny Dorelli
- Nederlands: Speedy Gonzales in Tirool door De Alpenzusjes (1986).[1] Verder maakten De Strangers een eigen versie getiteld Eufrazie van Doemmelen (1965), met een tekst van Jean Vanhoren waarin het tekenfilmfiguur verder niet voorkwam.[2]
- Fins: originele titel en Hiiri Gonzales
- Deens originele titel door Bamses Venner
- en nog in het Servo-Kroatisch, Grieks, Noors, Hongaars en Koreaans.

## David Dante
Dante bracht het uit op zowel 33- als 45-toerensingle. Op de B-kant van beide versies stond K-K-K Katy geschreven door Geoffrey O’Hara. Het werd geen hit in de bekende hitlijsten van de Verenigde Staten.

## Pat Boone
De hitgevoeligheid bij Pat Boone was anders. Het haalde in de Verenigde Staten plaats zes in dertien weken notering in de Billboard Hot 100. Robin Ward zong op de achtergrond La-la-la en Mel Blanc, de stem achter Speedy Gonzales in de originele cartoons was ook te horen. Pat Boone had geen vaste B-kant voor dit lied. In verschillende landen verscheen het met verschillende liedjes op de B-kant waaronder The locket. Vooral in het Verenigd Koninkrijk was deze versie van Boone populair. Het stond negentien weken in de UK Singles Chart en bereikte plaats 2. Frank Ifield met I remember you zette hem de voet dwars voor een nummer 1-notering. Voor Nederland en België zijn geen gegevens beschikbaar; er waren nog geen officiële hitparades. In Nederland is nog een kleine blijk van populariteit terug te vinden in de notering in de top 2000, maar dan alleen in het begin.

### NPO Radio 2 Top 2000
| Nummer met noteringen in de NPO Radio 2 Top 2000 | '99  | '00  |
| ------------------------------------------------ | ---- | ---- |
| Speedy Gonzales                                  | 1818 | 1906 |

1. ↑  Een vetgedrukt getal geeft de hoogste notering aan.
2. ↑  Deze tabel is bijgewerkt tot en met de laatste editie (2024).